# Anàs
Anàs, és un poble del Vallat d'Estaon. Des de l'any 1972 pertany al terme municipal de Vall Cardós, situat a la comarca del Pallars Sobirà.
Està situat a 1.078,4 metres d'altitud, a prop i al nord-oest de Bonestarre, al sud d'Estaon i al nord-oest de Surri i de Ribera de Cardós. És a l'esquerra del Riu d'Estaon, just al damunt i al nord-est d'on el Riu d'Anàs s'uneix al d'Estaon.
Anàs té l'església romànica de Sant Romà, que tenia categoria parroquial, i de la qual depenia la de Bonestarre.

## Etimologia
Joan Coromines inclou Anàs en el nombrós grup de topònims pirinencs d'origen iberobasc. Malgrat la brevetat del topònim, hi veu la suma de dues arrels, an (gran) i atze (bedoll), tot i que també podria haver-hi intervingut l'arrel antz (cabra). Preferiblement, però es decanta per la interpretació el del gran bedoll.

## Geografia

### El poble d'Anàs
Anàs, situat a prop de l'extrem sud-oest del Vallat d'Estaon, és quasi del tot agrupat en un coster que mira cap a llevant. Només la Casa del Masover és una mica separada a ponent del poble. L'agrupació de cases deixa tres carrers principals i un parell d'eixamplaments en forma de petita plaça, amb alguns carrerons sense continuïtat més, irregulars tant d'amplada com de traçat. Entre les cases hi ha alguns trossos de conreu. L'església de Sant Romà és quasi a l'extrem nord-oest del poble.

#### Les cases del poble[2]
| - Casa Bernat - Casa Bringueret - Casa Cardaire - Casa Coixet - Casa Feliu | - Casa Ferriol - Casa Gipet - Casa del Masover - Casa Miquel - Casa Miqueu | - Casa Moliner - Casa Pallarès - Casa Prilló - La Rectoria | - Casa Roi - Casa Serrador - Casa Soca - Casa Soldat | - Casa Teixidor - Casa Tresovell - Casa Xaulet - Casa Xicot |

## Història

### Edat moderna
En el fogatge del 1553, Anas y Bonestarre, conjuntament, declaren 1 foc eclesiàstic i 9 de laics, uns 50 habitants.

### Edat contemporània
Pascual Madoz dedica un article del seu Diccionario geográfico... a Anas. S'hi pot llegir que és una localitat amb ajuntament situada en un petit turó al peu del qual discorre un rierol; la combaten els vents del nord i del sud, amb un clima fred, però saludable, on no es coneixen més malalties que alguns refredats i pulmonies. Tenia en aquell moment 16 cases, escola de primeres lletres amb una assistència de 25 o 30 nens, i l'església parroquial de Sant Romà, de la qual és sufragània la de Bonestarre; el rector és proveït, segons els mesos de l'any que queda vacant, pel rei o pel bisbe, i hi ha també dos beneficiats. El territori és molt escabrós, envoltat de muntanyes que pro].porcionen fusta per a llenya i per a la construcció; la terra és fluixa i de mitjana qualitat, poc apta per al regadiu; ocupa uns 150 jornals de conreu, i hi ha pastures extenses. S'hi produïa blat, sègol, patates, hortalisses, fenc i altres fruits. S'hi criava bestiar vacum, de llana, cabres i una mica de mules i cavalls. Hi havia caça de llebres i perdius i pesca de truites. Comptava amb 16 veïns (caps de casa) i 92 ànimes (habitants). Abans de l'abolició dels senyorius, havia pertangut al Vescomtat de Vilamur.